# Gunnar Biörck
För centerpartisten, se Gunnar Björk
Carl Gunnar Wilhelm Biörck, född 4 april 1916 i Annedals församling i Göteborg, död 28 oktober 1996 i Gustavsbergs församling i Stockholms län, var en svensk professor i medicin, livmedikus, riksdagsman (moderaterna) och överläkare vid Serafimerlasarettet.

## Biografi
Gunnar Biörck var son till generaldirektör Wilhelm Björck och hans hustru, filosofie licentiat Lizzie Petterson. Biörck var under studieåren redaktör vid Medicinska föreningens tidskrift. 
Som verksam läkare var han 1938–1939 ordförande för Medicinska föreningen där han arbetade för att den svenska läkarkåren skulle motsätta sig invandring av judiska läkare från Nazityskland till Sverige. Han ledde det möte vid vilket Medicinska Föreningen vid Karolinska Institutet med röstsiffrorna 263-18 röstade mot invandring av tio tysk-judiska läkare. Vid mötet förbjöds den judiska medlemmen Esther Lamm att yttra sig då hon som judinna ansågs tala i egen sak.
År 1949 disputerade han vid Karolinska institutet i kardiologi på sin avhandling On Myoglobin and Its Occurrence in Man; samma år utsågs han till docent där och till marinläkare av 1:a gradens reserv. Åren 1950–1958 var han verksam med praktisk medicin i Lund, där han undervisade vid universitetet i socialmedicin. Han utnämndes därefter till professor i medicin vid Karolinska institutet, och var från 1958 överläkare vid Serafimerlasarettet. År 1981 gick Biörck i pension. Året innan hade Serafimerlasarettet lagts ner, vilket han engagerat sig mycket i för att motverka.
Biörck anses som en av sin tids främsta hjärtspecialister. För sina kunskaper blev han ledamot av läkarprognosutredningen 1959. År 1965 utsågs Biörck till livmedikus och 1968 till förste livmedikus vid Kungliga hovstaterna. År 1976 valdes han in i Sveriges riksdag för moderaterna och förblev riksdagsman fram till 1987 då han avgick vid 71 års ålder. Sina anföranden i riksdagen gav han ut 1986.
I januari 1966 blev en intervju med Biörck i Svenska Dagbladet startskottet på den så kallade trolöshetsdebatten, där Biörck representerade värdekonservativa ideal emot den kulturradikalism som vunnit terräng. Detta var även temat i en radiointervju han gav 1961, "Vårt behov av hyfs", som utgivits i tryckt form. Han myntade även ordet politikerförakt, i en debatt han startade i Svenska Dagbladet den 23 augusti 1981.
År 1965 invaldes Biörck i Royal College of Physicians, 1983 blev han Knight Commander av Royal Victorian Order. Han var hedersledamot av American College of Physicians och hedersdoktor i medicin vid Helsingfors universitet. Biörck gifte sig 1944 med Margareta Lundberg (1918–2014). De är begravda på Djursholms begravningsplats.

## Utmärkelser
- Kommendör med stora korset av Nordstjärneorden, 11 oktober 1973.[10]